# Colin Lowth
Thomas Colin Lowth (ur. 5 października 1977 w Droghedzie) – irlandzki pływak, olimpijczyk z Sydney.

## Przebieg kariery
W 1998 brał udział w mistrzostwach świata, na których startował w trzech konkurencjach pływackich. W stylu motylkowym zajął 49. pozycję na dystansie 100 metrów i 26. pozycję na dystansie 200 metrów, natomiast w stylu dowolnym startował na dystansie 200 metrów i uplasował się na 45. pozycji. Dwa lata później reprezentował swój kraj na mistrzostwach Europy. W ramach tych mistrzostw uczestniczył w konkursach pływackich na dystansie 100 i 200 metrów stylem motylkowym. Zajął odpowiednio 43. i 19. pozycję.
Uczestniczył w letnich igrzyskach olimpijskich w Sydney, podczas których przystąpił do konkursu pływackiego na dystansie 200 m stylem motylkowym i z rezultatem czasowym 2:03,91 zajął 37. pozycję w klasyfikacji końcowej.